# Strega per amore - 15 anni dopo
Strega per amore - 15 anni dopo (I Dream of Jeannie... Fifteen Years Later), è un film per la televisione del 1985 che prosegue le vicende narrate nella celebre serie Strega per amore.
Larry Hagman, in quanto impegnato con Dallas, è qui sostituito da Wayne Rogers nel ruolo del maggiore Nelson.
L'opera ha avuto nel 1991 un seguito, Ancora strega per amore.

## Trama
Jeannie è sposata da quindici anni con Tony, e ha avuto con un lui un figlio, T.J. La sorella di Jeannie, ancora innamorata dell'uomo, tenta però di farli separare.

## Distribuzione
Il film è stato trasmesso negli Stati Uniti il 20 ottobre 1985 su NBC e in Italia la vigilia di Natale del 1989 su Italia 1.